# Tjurfäktare (film)
Tjurfäktare (originaltitel: The Bullfighters) är en amerikansk komedifilm med Helan och Halvan från 1945 regisserad av Malcolm St. Clair och Stan Laurel.

## Handling
Helan och Halvan är privatdetektiver och reser till Mexiko för att leta reda på en efterlyst kvinna. Under vistelsen förväxlas Halvan med tjurfäktaren Don Sebastian som är populär och älskad av kvinnor.

## Om filmen
Flera skämt i filmen är hämtade från duons tidigare filmer; Hjärtligt välkomna från 1929, Värdshuset Göken från 1933, Vårflugan och Oss tjallare emellan båda från 1934, samt en detalj ur stumfilmen The Rent Collector från 1921 med Oliver Hardy.
Filmen är den sista med duon som producerades för Twentieth Century Fox.
Filmen finns utgiven på DVD och Blu-ray.

## Rollista (i urval)
- Stan Laurel – Stan (Halvan), Don Sebastian
- Oliver Hardy – Ollie (Helan)
- Margo Woode – Tangerine
- Richard Lane – Coleman
- Irving Gump – Mr. Blake
- Carol Andrews – Hattie Blake
- Diosa Costello – Conchita
- Rory Calhoun – El Brilliante
- Cyril Ring – kafékund[3]